# Les Aveugles (poème)
Pour les articles homonymes, voir Les Aveugles.
Les Aveugles est un poème de Charles Baudelaire publié dans la section Tableaux parisiens des Fleurs du mal.

## Situation
Il s'agit du septième poème de la section Tableaux Parisiens. Il poursuit, après Les sept Vieillards et Les Petites Vieilles, la description des marginaux de la grande ville.

## Forme
Le poème est un sonnet qui ne respecte toutefois pas la correspondance des rimes entre les deux quatrains.
Il respecte bien, en revanche, la règle d'alternance de rimes masculines et féminines.
Les rimes sont embrassées dans les quatrains et une plate puis une embrassée dans les tercets (ABBA CDDC EEF EEF).

## Étude
On suppose que Baudelaire s'est inspiré du tableau de Bruegel : La parabole des Aveugles.
Cependant il n'est même pas sûr que Baudelaire ait vu ce tableau un jour.